# Filip Kuba
Filip Kuba (né le 29 décembre 1976 à Ostrava en Tchécoslovaquie, aujourd'hui ville de République tchèque) est un joueur professionnel tchèque de hockey sur glace qui évoluait au poste de défenseur.

## Biographie

### Carrière de joueur
Initialement repêché par les Panthers de la Floride au repêchage d'entrée dans la LNH 1995 en 8e ronde, 182e au total du HC Vitkovice, il ne dispute que 18 matchs sur 2 saisons avec les Panthers avant d'être choisi par le Wild du Minnesota au cours du repêchage d'expansion de la LNH 2000. Il dispute 5 saisons chez le Wild. En 2004, il participe au 54e Match des étoiles de la LNH. 
Il signe avec le Lightning de Tampa Bay le 1er juillet 2006 à titre d'agent libre sans compensation. En septembre 2008, il est échangé aux Sénateurs d'Ottawa en compagnie d'Alexandre Picard et d'un choix de premier tour au repêchage d'entrée dans la LNH 2009 contre Andrej Meszároš.

### Carrière internationale
Il remporta le bronze aux Jeux olympiques de Turin en 2006 avec l'Équipe de République tchèque de hockey sur glace.

## Statistiques

### En club
| Saison     | Équipe                     | Ligue      |     | Saison régulière | Saison régulière | Saison régulière | Saison régulière | Saison régulière |   | Séries éliminatoires | Séries éliminatoires | Séries éliminatoires | Séries éliminatoires | Séries éliminatoires |
| Saison     | Équipe                     | Ligue      | PJ  | B                | A                | Pts              | Pun              | PJ               | B | A                    | Pts                  | Pun                  |                      |                      |
| 1994-1995  | HC Vitkovice               | Extraliga  | 4   | 0                | 0                | 0                | 0                | -                | - | -                    | -                    | -                    |                      |                      |
| 1995-1996  | HC Vitkovice               | Extraliga  | 18  | 0                | 1                | 1                | 2                | -                | - | -                    | -                    | -                    |                      |                      |
| 1996-1997  | Monarchs de la Caroline    | LAH        | 51  | 0                | 12               | 12               | 38               | -                | - | -                    | -                    | -                    |                      |                      |
| 1997-1998  | Beast de New Haven         | LAH        | 77  | 4                | 13               | 17               | 58               | 3                | 1 | 1                    | 2                    | 0                    |                      |                      |
| 1998-1999  | Thoroughblades du Kentucky | LAH        | 45  | 2                | 8                | 10               | 33               | 10               | 0 | 1                    | 1                    | 4                    |                      |                      |
| 1998-1999  | Panthers de la Floride     | LNH        | 5   | 0                | 1                | 1                | 0                | -                | - | -                    | -                    | -                    |                      |                      |
| 1999-2000  | Aeros de Houston           | LIH        | 27  | 3                | 6                | 9                | 13               | 11               | 1 | 2                    | 3                    | 4                    |                      |                      |
| 1999-2000  | Panthers de la Floride     | LNH        | 13  | 1                | 5                | 6                | 2                | -                | - | -                    | -                    | -                    |                      |                      |
| 2000-2001  | Wild du Minnesota          | LNH        | 75  | 9                | 21               | 30               | 28               | -                | - | -                    | -                    | -                    |                      |                      |
| 2001-2002  | Wild du Minnesota          | LNH        | 62  | 5                | 19               | 24               | 32               | -                | - | -                    | -                    | -                    |                      |                      |
| 2002-2003  | Wild du Minnesota          | LNH        | 78  | 8                | 21               | 29               | 29               | 18               | 3 | 5                    | 8                    | 24                   |                      |                      |
| 2003-2004  | Wild du Minnesota          | LNH        | 77  | 5                | 19               | 24               | 28               | -                | - | -                    | -                    | -                    |                      |                      |
| 2005-2006  | Wild du Minnesota          | LNH        | 65  | 6                | 19               | 25               | 44               | -                | - | -                    | -                    | -                    |                      |                      |
| 2006-2007  | Lightning de Tampa Bay     | LNH        | 81  | 15               | 22               | 37               | 36               | 6                | 1 | 4                    | 5                    | 4                    |                      |                      |
| 2007-2008  | Lightning de Tampa Bay     | LNH        | 75  | 6                | 25               | 31               | 40               | -                | - | -                    | -                    | -                    |                      |                      |
| 2008-2009  | Sénateurs d'Ottawa         | LNH        | 71  | 3                | 37               | 40               | 28               | -                | - | -                    | -                    | -                    |                      |                      |
| 2009-2010  | Sénateurs d'Ottawa         | LNH        | 53  | 3                | 25               | 28               | 28               | -                | - | -                    | -                    | -                    |                      |                      |
| 2010-2011  | Sénateurs d'Ottawa         | LNH        | 64  | 2                | 14               | 16               | 16               | -                | - | -                    | -                    | -                    |                      |                      |
| 2011-2012  | Sénateurs d'Ottawa         | LNH        | 73  | 6                | 26               | 32               | 26               | 7                | 0 | 2                    | 2                    | 10                   |                      |                      |
| 2012-2013  | HC Vitkovice               | Extraliga  | 11  | 0                | 4                | 4                | 10               | -                | - | -                    | -                    | -                    |                      |                      |
| 2012-2013  | Panthers de la Floride     | LNH        | 44  | 1                | 9                | 10               | 24               | -                | - | -                    | -                    | -                    |                      |                      |
| Totaux LNH | Totaux LNH                 | Totaux LNH | 836 | 70               | 263              | 333              | 361              | 31               | 4 | 11                   | 15                   | 38                   |                      |                      |

### En équipe nationale
| Année | Équipe             | Compétition          |   | PJ | B | A | Pts | Pun                |  | Résultat |
| 2001  | Tchéquie           | Championnat du monde | 9 | 1  | 1 | 2 | 8   | Médaille d'or      |  |          |
| 2002  | République tchèque | Championnat du monde | 7 | 0  | 3 | 3 | 18  | 5e place           |  |          |
| 2006  | République tchèque | Jeux olympiques      | 8 | 1  | 0 | 1 | 0   | Médaille de bronze |  |          |
| 2008  | République tchèque | Championnat du monde | 7 | 1  | 2 | 3 | 4   | 5e place           |  |          |
| 2010  | République tchèque | Jeux olympiques      | 5 | 0  | 1 | 1 | 0   | 7e place           |  |          |